# أبو منجل قشي العنق

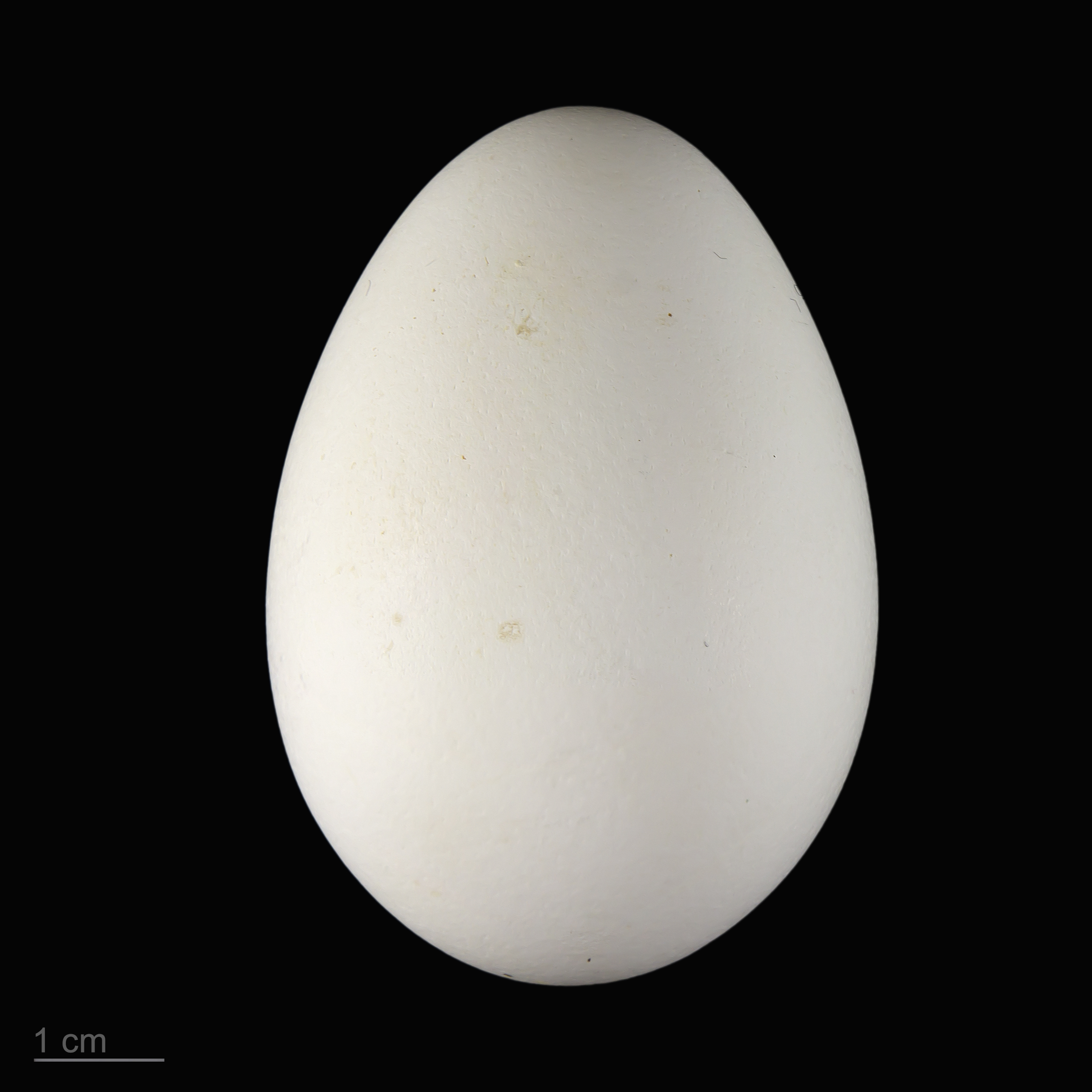
بيض أبو منجل قشي العنق

أبو منجل قشي العنق (الاسم العلمي: Threskiornis spinicollis) هو طائر يتنمي لأسرة Threskiornis والذي ينتمي لعائلة أبو منجليات، ويعتبر من الطيور المفيدة لأنها تتغذى على الجنادب والجراد.

## الوصف
- يبلغ طول هذا الطائر 75 سم، ولون ريشها هو أسود بكل من الأجنحة والجسم مع انعكاسات خضراء، جزء من الرقبة والجسم وأسفل الذيل أبيض اللون أما المنقار والساقين فلونهماأسود.

## التوزيع
- ويوجد في جميع أنحاء أستراليا وأندونيسيا وغينيا الجديدة، جزيرة نورفولك، تسمانيا. وهو يعيش في المروج والمستنقعات ولكنها أقل اعتمادا على المياه من كل أبو منجليات الأخرى. وهو لا يتردد في العيش بالقرب من المدن، وهو يعيش في قطعان كبيرة.

## الغذاء
- ويتغذى أساسا على الحشرات مثل الجنادب واليرقات ولكن أيضا الضفادع والزواحف الصغيرة ولكنه ليس من الطيور الزبالة.

## التكاثر
- وهو يبني عشا الأرض القربية من الماء ويضع ما بين 2-3 بيوض.وفترة حضانة 25 يوما. وكلا الوالدين يبنيان العش ويربيان الصغار.